# Kéthely
Kéthely är en ort i Ungern.   Den ligger i provinsen Somogy, i den västra delen av landet, 160 km sydväst om huvudstaden Budapest. Kéthely ligger 121 meter över havet och antalet invånare är 2 408.
Terrängen runt Kéthely är platt. Runt Kéthely är det ganska tätbefolkat, med 120 invånare per kvadratkilometer. Närmaste större samhälle är Marcali, 6,9 km söder om Kéthely. Trakten runt Kéthely består till största delen av jordbruksmark.